# Jurema Ferraz
Jurema Ferraz (sinh ngày 14 tháng 2 năm 1985) là một người mẫu Angola và chủ nhân cuộc thi sắc đẹp, người đã đăng quang Hoa hậu Angola 2010 và đại diện cho đất nước của cô trong cuộc thi Hoa hậu Hoàn vũ 2010.

## Hoa hậu Angola
Ferraz, người đứng 1,80 m (5 ft 11 in) cao, tham dự cuộc thi sắc đẹp quốc gia của đất nước cô, Hoa hậu Angola, được tổ chức tại Luanda vào ngày 10 tháng 12 năm 2009, nơi cô trở thành người chiến thắng cuối cùng của danh hiệu, giành quyền đại diện cho Angola tại Hoa hậu Hoàn vũ 2010.

## Hoa hậu Hoàn vũ 2010
Là đại diện chính thức của đất nước cô tham dự cuộc thi Hoa hậu Hoàn vũ 2010 phát trực tiếp từ Las Vegas, Nevada vào ngày 23 tháng 8, Ferraz tham gia với tư cách là một trong 83 đại biểu tranh giành vương miện của người chiến thắng cuối cùng, Ximena Navarittle của México.